# Peter McNamara
Peter McNamara (* 5. Juli 1955 in Melbourne; † 20. Juli 2019 in Sonthofen, Deutschland) war ein australischer Tennisspieler.

## Karriere
In seiner Karriere gewann er fünf Einzeltitel, darunter 1981 die Internationalen deutschen Tennismeisterschaften in Hamburg. 1983 erreichte er mit Platz sieben seine höchste Position auf der Weltrangliste. Im Doppel war er weitaus erfolgreicher; er gewann 19 Turniere, zumeist mit seinem Landsmann Paul McNamee. Die beiden gewannen unter anderem 1980 und 1982 den Doppelwettbewerb von Wimbledon sowie 1979 den der Australian Open.
McNamara war verheiratet. Er hatte vier Kinder aus zwei verschiedenen Ehen. Er starb am 20. Juli 2019 mit 64 Jahren an den Folgen von Prostatakrebs.

## Erfolge
| Legende (Siege in Klammern)                    |
| Grand Slam (3)                                 |
| ATP-Weltmeisterschaft / Tennis Masters Cup (1) |
| ATP Masters Series (1)                         |
| ATP International Series Gold (0)              |
| ATP International Series (19)                  |
| ATP Challenger Series (2)                      |

### Einzel

#### Turniersiege

##### ATP Tour
| Nr. | Datum            | Turnier     | Belag   | Finalgegner       | Ergebnis           |
| --- | ---------------- | ----------- | ------- | ----------------- | ------------------ |
| 1.  | 24. Juni 1979    | Berlin      | Sand    | Patrice Dominguez | 6:4, 6:0, 6:7, 6:2 |
| 2.  | 15. Juni 1980    | Brüssel (1) | Sand    | Balázs Taróczy    | 7:6, 6:3, 6:0      |
| 3.  | 17. Mai 1981     | Hamburg     | Sand    | Jimmy Connors     | 7:6, 6:1, 4:6, 6:4 |
| 4.  | 25. Oktober 1981 | Melbourne   | Teppich | Vitas Gerulaitis  | 6:4, 1:6, 7:5      |
| 5.  | 9. März 1983     | Brüssel (2) | Teppich | Ivan Lendl        | 6:4, 4:6, 7:6      |

##### Challenger Tour
| Nr. | Datum           | Turnier     | Belag | Finalgegner | Ergebnis      |
| --- | --------------- | ----------- | ----- | ----------- | ------------- |
| 1.  | 10. August 1980 | Zell am See | Sand  | Chris Lewis | 6:4, 6:1, 7:5 |

#### Finalteilnahmen
| Nr. | Datum            | Turnier      | Belag         | Finalgegner      | Ergebnis                |
| --- | ---------------- | ------------ | ------------- | ---------------- | ----------------------- |
| 1.  | 15. Juli 1979    | Gstaad       | Sand          | Ulrich Pinner    | 2:6, 4:6, 5:7           |
| 2.  | 26. Oktober 1980 | Melbourne    | Hartplatz (i) | Vitas Gerulaitis | 5:7, 3:6                |
| 3.  | 31. Januar 1982  | Delray Beach | Sand          | Ivan Lendl       | 4:6, 6:4, 4:6, 5:7      |
| 4.  | 4. April 1982    | Frankfurt    | Teppich (i)   | Ivan Lendl       | 2:6, 2:6                |
| 5.  | 16. Mai 1982     | Hamburg      | Sand          | José Higueras    | 6:4, 7:6, 6:7, 3:6, 6:7 |
| 6.  | 13. Juni 1982    | Venedig      | Sand          | José Luis Clerc  | 6:7, 1:6                |
| 7.  | 31. Oktober 1982 | Tokio Indoor | Teppich (i)   | John McEnroe     | 6:7, 5:7                |

### Doppel

#### Turniersiege

##### ATP Tour
| Nr. | Datum              | Turnier           | Belag   | Partner         | Finalgegner                      | Ergebnis                |
| --- | ------------------ | ----------------- | ------- | --------------- | -------------------------------- | ----------------------- |
| 1.  | 8. April 1979      | Nizza             | Sand    | Paul McNamee    | Pavel Složil Tomáš Šmíd          | 6:1, 3:6, 6:2           |
| 2.  | 15. April 1979     | Kairo             | Sand    | Paul McNamee    | Anand Amritraj Vijay Amritraj    | 7:5, 6:4                |
| 3.  | 17. Juni 1979      | Brüssel           | Sand    | Billy Martin    | Carlos Kirmayr Balázs Taróczy    | 5:7, 7:5, 6:4           |
| 4.  | 23. September 1979 | Palermo           | Sand    | Paul McNamee    | Ismail El Shafei John Feaver     | 7:5, 7:6                |
| 5.  | 23. Dezember 1979  | Sydney (1)        | Rasen   | Paul McNamee    | Steve Docherty Christopher Lewis | 7:6, 6:3                |
| 6.  | 2. Januar 1980     | Australian Open   | Rasen   | Paul McNamee    | Cliff Letcher Paul Kronk         | 7:6, 6:2                |
| 7.  | 13. April 1980     | Houston           | Sand    | Paul McNamee    | Marty Riessen Sherwood Stewart   | 6:4, 6:4                |
| 8.  | 6. Juni 1980       | Wimbledon (1)     | Rasen   | Paul McNamee    | Bob Lutz Stan Smith              | 7:6, 6:3, 6:7, 6:4      |
| 9.  | 21. Dezember 1980  | Sydney (2)        | Rasen   | Paul McNamee    | Vitas Gerulaitis Brian Gottfried | 6:2, 6:4                |
| 10. | 11. Januar 1981    | World Doubles WCT | Teppich | Paul McNamee    | Victor Amaya Hank Pfister        | 6:3, 2:6, 3:6, 6:3, 6:2 |
| 11. | 19. Juli 1981      | Stuttgart         | Sand    | Paul McNamee    | Mark Edmondson Mike Estep        | 2:6, 6:4, 7:6           |
| 12. | 2. August 1981     | North Conway      | Sand    | Heinz Günthardt | Pavel Složil Ferdi Taygan        | 7:5, 6:4                |
| 13. | 20. September 1981 | The Woodlands     | Sand    | Heinz Günthardt | Bob Lutz Stan Smith              | 7:6, 3:6, 7:6, 5:7, 6:4 |
| 14. | 25. Oktober 1981   | Melbourne         | Teppich | Paul Kronk      | Sherwood Stewart Ferdi Taygan    | 3:6, 6:3, 6:4           |
| 15. | 20. Dezember 1981  | Sydney (3)        | Rasen   | Paul McNamee    | Hank Pfister John Sadri          | 6:7, 7:6, 7:6           |
| 16. | 28. März 1982      | Mailand           | Teppich | Heinz Günthardt | Mark Edmondson Sherwood Stewart  | 7:6, 7:6                |
| 17. | 11. April 1982     | Monte Carlo       | Sand    | Paul McNamee    | Mark Edmondson Sherwood Stewart  | 6:7, 7:6, 6:3           |
| 18. | 4. Juli 1982       | Wimbledon (2)     | Rasen   | Paul McNamee    | Peter Fleming John McEnroe       | 6:3, 6:2                |
| 19. | 20. Februar 1983   | Memphis           | Teppich | Paul McNamee    | Tim Gullikson Tom Gullikson      | 6:3, 5:7, 6:4           |

##### Challenger Tour
| Nr. | Datum         | Turnier     | Belag | Partner    | Finalgegner               | Ergebnis      |
| --- | ------------- | ----------- | ----- | ---------- | ------------------------- | ------------- |
| 1.  | 10. Juni 1979 | Zell am See | Sand  | Paul Kronk | David Carter Billy Martin | 2:6, 6:0, 6:3 |

#### Finalteilnahmen
| Nr. | Datum              | Turnier         | Belag         | Partner         | Finalgegner                      | Ergebnis      |
| --- | ------------------ | --------------- | ------------- | --------------- | -------------------------------- | ------------- |
| 1.  | 21. Dezember 1975  | Sydney          | Rasen         | Chris Kachel    | Mark Edmondson John Marks        | 1:6, 1:6      |
| 2.  | 11. Mai 1980       | Forest Hills    | Sand          | Paul McNamee    | Peter Fleming John McEnroe       | 2:6, 7:5, 2:6 |
| 3.  | 20. Juli 1980      | Båstad          | Sand          | John Feaver     | Heinz Günthardt Markus Günthardt | 4:6, 4:6      |
| 4.  | 4. Januar 1981     | Australian Open | Rasen         | Paul McNamee    | Mark Edmondson Kim Warwick       | 5:7, 4:6      |
| 5.  | 12. Januar 1981    | Masters         | Rasen         | Paul McNamee    | Peter Fleming John McEnroe       | 4:6, 3:6      |
| 6.  | 17. Mai 1981       | Hamburg         | Sand          | Paul McNamee    | Hans Gildemeister Andrés Gómez   | 4:6, 6:3, 4:6 |
| 7.  | 13. September 1981 | US Open         | Hartplatz     | Heinz Günthardt | Peter Fleming John McEnroe       | kampflos      |
| 8.  | 18. April 1982     | Houston         | Sand          | Mark Edmondson  | Kevin Curren Steve Denton        | 5:7, 4:6      |
| 9.  | 21. November 1982  | São Paulo       | Sand (i)      | Ferdi Taygan    | Carlos Kirmayr Cássio Motta      | 3:6, 1:6      |
| 10. | 14. Juli 1985      | Boston          | Sand          | Paul McNamee    | Libor Pimek Slobodan Živojinović | 6:2, 4:6, 6:7 |
| 11. | 19. Oktober 1986   | Sydney Indoor   | Hartplatz (i) | Paul McNamee    | Boris Becker John Fitzgerald     | 4:6, 6:7      |